# 優菈
優菈是米哈遊開發電子遊戲《原神》中的虛構角色，角色於遊戲2021年更新的1.5版本中登場。她是虛構國家蒙德的西風騎士團所屬游擊小隊隊長，是蒙德舊貴族的後代。優菈的中文配音為子音，日文配音為佐藤利奈，韓文配音為金炫志，英文配音為楊素汐。

## 創作及設計
與《原神》在新角色推出前會在既有任務中讓新角色露面或者有其他角色提及的慣常做法不同，優菈在正式上線前完全沒有在遊戲中出現或提及過。不過關於優菈出身的勞倫斯家族在遊戲中已經有一定的側面描述，在遊戲中用於培養角色的素材中就有勞倫斯相關的內容。2021年4月16日的遊戲1.5版本前瞻節目中，米哈遊宣佈優菈及角色劇情「浪沫之章」將於1.5版本上線，角色劇情需要玩家完成主線劇情序章·第三幕並且冒險等階達40級才能開啟。在5月11日，米哈遊發佈了關於優菈的角色預告片「深夜酒館的邂逅」，視頻中介紹了角色的背景和身份，優菈出身自過去蒙德城三大家族之一，家族由於暴政被推翻，而作為家族後裔的優菈選擇加入推翻家族的西風騎士團，並成為其中堅力量。5月17日公佈的角色演示視頻「優菈：閃灼的燭光」中，解釋了優菈如舞蹈般的戰鬥風格是源於貴族的祭祀舞曲。在製作組的設定中，優菈是一個冰元素雙手劍角色，她在遊戲的定位是週期爆發型角色，普通攻擊傷害有特意加強，角色的攻擊動作設計參考了舞蹈法蘭明歌。接受嚴格貴族教育的優菈，在合成角色天賦素材時有一定概率讓素材翻倍。她的技能會提高自身防御力和抗打斷能力，能有效維持自身連續不斷的傷害輸出，同時技能會降低敵人的物理抗性和冰元素抗性，以擴大角色的進攻優勢。優菈的命之座靈感源於希臘神話，命之座「Aphros Delos」（浪沫座），「Aphros」詞源是愛神阿佛洛狄忒，「Delos」是指提洛島。
角色的中文配音是子音，子音對優菈的第一印象是瀟灑、灑脫和優雅，隨著對角色的深入了解，她發現優菈會喜歡使用「復仇」這個說法來表達在意，她認為這是角色的一個萌點。日文配音是配音業界的資深人士佐藤利奈，她的演出被認為有明顯的傲嬌風格。佐藤利奈表示優菈對人處事十分直率，雖然她給人的感覺就像隔了一張紙，但是也能在朋友安柏面前大方地表達出自身的感情。佐藤利奈認為演繹出優菈率真和爽快性格具有一定難度，加上優菈特殊的出身，讓她對人和事物保持的距離和普通人很不一樣，佐藤利奈為此費勁了心思。
在2021年11月，米哈遊舉行了一個關於優菈的同人創作比賽，鼓勵粉絲創作以優菈為主題的表情包插畫，獲勝者可以獲得官方贈送的優菈周邊商品如角色徽章、鑰匙扣等。

## 作品中表現

### 角色故事
優菈出身自蒙德舊貴族勞倫斯家族，家族過去曾統治蒙德一地，後因暴政被西風騎士團推翻。優菈是家族當代最出色的後人，是千年來少數通過了家族試煉，掌握家徽「堅冰之印」的人，曾被寄予復興家族的重任。然而優菈選擇了與家族決裂，加入西風騎士團，並勝任騎士團游擊小隊隊長一職。儘管優菈在騎士團中戰績斐然，但是蒙德人仍由於優菈的出身而疏遠她，視她為罪人和「危險人物」，騎士團內部也有不少人認為優菈是「內鬼」，在密謀推翻騎士團。長久以來，優菈以她獨特的方式應對各種流言蜚語，話語上從不退讓又點到即止，做事循規蹈矩又舉止得當。在親近她的安柏等人宣傳下，優菈在蒙德的風評漸漸扭轉，其領導的游擊小隊也被優菈的戰績和行為所折服。

### 角色玩法
《原神》1.5版本「玉扉繞塵歌」更新之後，玩家可以在遊戲中透過祈願的方式讓優菈加入隊伍。優菈在遊戲中定位是進攻型角色，其普通攻擊的傷害輸出極高，元素爆發有一套特殊的機制，會生成一把「光降之劍」透過普通攻擊和元素戰技蓄能，蓄能越高越能造成越高傷害輸出。

## 反響及評價
在優菈正式上線之前，就有內測玩家預先洩露了優菈的詳細資料，角色的設定在玩家間引起話題。優菈的身世背景是蒙德地區的舊貴族後代，如今她任職推翻家族的西風騎士團，其語音又多次提到「復仇」的字眼，部分西風騎士團角色的粉絲反感這種角色設定，在Twitter上建立「EULA_OUT」（優菈离开）的話題批評優菈，同時優菈的粉絲也建立「EULA_IN」（優菈回来）的話題和反方針鋒相對。遊戲日報認為事件是源於「一些较真的国外玩家却并不领会这种反差萌，对于其傲娇的人设也完全不感冒」，這種討論也給角色帶來人氣，話題也登上Twitter趨勢 。根據App Annie的統計數據，優菈正式上線當日，《原神》登上中國大陸、美國和韓國等地區的iOS遊戲暢銷榜首位，日本暢銷榜第二位，僅次於《賽馬娘》。
在角色玩法方面，PC Gamer認為優菈是《原神》最好的角色之一，她是最高級的傷害輸出者，角色最大的優勢就是她強大爆發力和潛在的物理傷害輸出。Rock, Paper, Shotgun評論員阿米莉亞·卓爾納認為優菈在沒有命座的情況下已經足夠強大，角色的元素爆發適用於頭目戰，而普通攻擊適合對付一般怪物，玩家可以根據需求加強角色對應的能力。Screen Rant的麗娜·哈森同樣認為優菈是遊戲中的高級別角色，角色的天賦和能力讓她成為一個理想的以物理傷害為主的進攻型角色。Game Rant的指出優菈元素充能存在短板，需要隊伍其他成員的技能加速元素充能，讓角色能更快釋出元素爆發。

## 外部連結
- bilibili上的《原神》优菈角色PV——「深夜酒馆的邂逅」
- bilibili上的《原神》角色演示-「优菈：闪灼的烛光」
- bilibili上的《原神》拾枝杂谈-「优菈：浪涌霜潮」